# Championnat d'Amérique du Sud masculin de volley-ball 2013
Navigation
Édition précédente Édition suivante
Le 30e championnat d'Amérique du Sud de volley-ball masculin se déroule du 6 août 2013 au 10 août 2013 à Cabo Frio, Brésil. Initialement, il devait mettre aux prises six équipes continentales réparties en 2 poules de 3 mais à la suite du forfait du Venezuela, les cinq équipes se sont rencontrées au sein d'une seule poule.
Les deux premiers seront automatiquement qualifiés pour le Championnat du monde 2014.

## Équipes présentes
- Argentine
- Brésil
- Chili
- Colombie
- Paraguay

## Compétition

### Classement
| # | Équipe    | Pts | J | G | Gt | Pt | P | Sp | Sc | Ratio | Pp  | Pc  | Ratio |
| 1 | Brésil    | 11  | 4 | 3 | 1  | 0  | 0 | 12 | 2  | 6     | 333 | 221 | 1.507 |
| 2 | Argentine | 10  | 4 | 3 | 0  | 1  | 0 | 11 | 3  | 3.667 | 325 | 244 | 1.332 |
| 3 | Colombie  | 5   | 4 | 1 | 1  | 0  | 2 | 6  | 8  | 0.75  | 272 | 306 | 0.889 |
| 4 | Chili     | 4   | 4 | 1 | 0  | 1  | 2 | 5  | 10 | 0.5   | 312 | 341 | 0.915 |
| 5 | Paraguay  | 0   | 4 | 0 | 0  | 0  | 4 | 1  | 12 | 0.083 | 192 | 322 | 0.596 |

## Classement final
| Place              | Équipe    |
| ------------------ | --------- |
| Médaille d'or      | Brésil    |
| Médaille d'argent  | Argentine |
| Médaille de bronze | Colombie  |
| 4                  | Chili     |
| 5                  | Paraguay  |

## Distinctions individuelles
- MVP :  Sidão
- Meilleur passeur :  Bruno Rezende
- Meilleur attaquant :  Alexander Moreno
- Meilleurs réceptionneur-attaquants :  Ricardo Souza et  Rodrigo Quiroga
- Meilleurs centraux :  Sidão et  Sebastian Solé
- Meilleur libero :  Mario Pedreira